# 艾迪·席考特
愛德華·維克多·席考特（英語：Edward Victor Cicotte，/ˈsiːkɒt/;，1884年6月19日—1969年5月5日），綽號「Knuckles」，為美國職棒大聯盟的投手。生涯曾待過老虎、紅襪與白襪等隊。他最著名的事蹟就是在1919年世界大賽與另外7名隊友故意放水讓白襪輸掉世界大賽，造成美國棒球史上有名的黑襪醜聞。這起事件造成席考特與另外7位隊友遭到終身禁賽，也促使大聯盟主席的誕生。而這次世界大賽也是大聯盟史上唯一一次出現打假球的世界大賽。
2025年5月13日，大聯盟主席羅伯·曼佛瑞恢復席考特與其他遭到終身禁賽的7位白襪球員的名人堂票選資格。

## 生平

### 職業生涯
1905年，席考特被家鄉的球隊底特律老虎隊選中。這年老虎也選進了另一位明星球員泰·柯布。而席考特在9月3日完成大聯盟初登板，這年他出賽3場比賽拿下1勝1敗，防禦率3.50。
之後席考特有兩年完全沒有登上大聯盟。1908年，他加入了紅襪隊。他在紅襪隊總共拿下41勝48敗，最後他在1912年7月22日被賣到白襪隊。
1913年，席考特投出他加入大聯盟後最好的一個球季。該年他拿下18勝12敗，防禦率僅1.58。不過1917年才是他的生涯年，這年他拿下28勝12敗，防禦率僅1.53。他同時拿下美聯的勝投王與防禦率王。他在世界大賽投出1勝1敗，第5場中繼6局無失分，最後白襪4勝2敗打敗巨人。
1918年，席考特因為傷勢困擾而只投出12勝19敗。1919年，席考特觸底反彈拿下單季29勝，再次拿下勝投王。而他的投球局數和完投次數都領先全聯盟。這年他的薪水是6,000美元，如果他能夠拿下單季30勝，就可以得到額外的10,000美元激勵獎金。結果當時白襪隊老闆Charles Comiskey是一個小氣的人，他要求總教練讓席考特最後5場比賽坐板凳，避免他拿下單季30勝。
美國作家Eliot Asinof撰寫的《八人出局》（Eight Men Out）中提到，由於白襪隊員對於老闆的小氣很反感，所以由一壘手Chick Gandil帶頭策劃這起假球事件。而席考特也因為老闆故意不讓他上場而懷恨在心，參與了這次放水事件。
席考特在世界大賽出賽3場，其中他故意輸掉了兩場。而他也是這8位球員中第一位自首的球員，最後這8位球員全都被聯盟判處終身禁賽，且不得上訴。
被棒球界終身除名後，席考特在密西根州的自然資源部工作。之後他跑到福特汽車工作，並於1944年退休。
1969年5月5日，席考特因病去世，享年84歲。

## 其他
- 在1988年的電影《八面威風》中，由大衛·史崔森飾演席考特。而在隔年的電影《夢幻成真》，則是由Steve Eastin（英语：Steve Eastin）飾演席考特。

## 個人生活
席考特的侄孫Al Cicotte（1929年–1982年）也是一名棒球選手，他曾在1957年至1962年登上大聯盟，並拿下10勝13敗。

## 參看
- 美國職棒大聯盟勝投王
- 美國職棒大聯盟防禦率王
- 世界大賽先發投手列表
- 1919年世界大賽
- 黑襪醜聞

## 外部連結
- 球員資訊和成績在MLB，ESPN ，Retrosheet ，Baseball Reference ，Baseball Reference (Minors) ，Fangraphs ，The Baseball Cube （英文）
- 艾迪·席考特在台灣棒球維基館上的頁面（繁體中文）

| 前任： Dutch Leonard | 投出無安打比賽的投手 1917年4月14日 | 繼任： George Mogridge |